# 宮坂勝之
宮坂 勝之（みやさか かつゆき、1944年 - ）は、日本の医学者・医師・麻酔科医。

## 略歴
長野県岡谷市出身。長野県諏訪清陵高等学校を経て、1969年信州大学医学部卒業。1970年国立小児病院（現・国立成育医療研究センター）麻酔科医員。1973年トロント大学医学部トロント小児病院麻酔・ICUレジデント。1974年ペンシルベニア大学 医学大学院 フィラデルフィア小児病院ICUフェロー。1975年トロント大学医学部麻酔学教室臨床講師。1976年米国小児科学会小児科専門医（FAAP）。1977年ハーバード大学マサチューセッツ総合病院集中治療部臨床フェロー、国立小児病院麻酔科医員、米国胸部疾患学会専門医（FCCP）。1978年米国麻酔科専門医、日本麻酔科学会指導医。1984年国立小児病院小児医療研究所病態生理研究室長。1988年国立小児病院麻酔集中治療科医長。1991年医学博士号（東邦大学大学院医学研究科）。1999年年トロント大学医学部麻酔学教室AW Conn客員教授。2002年国立成育医療センター手術集中治療部長。2006年長野県立こども病院院長。2010年聖路加看護大学（現・聖路加国際大学）大学院周麻酔期看護学特任教授。2011年聖路加国際病院特別顧問・周術期センター長。2018年聖路加国際大学名誉教授。日本小児麻酔学会名誉会員、日本麻酔科学会名誉会員、日本周麻酔期看護学会常任理事、日本集中治療医学会名誉会員、日本新生児成育医学会功労会員、米国小児麻酔学会（SPA）、米国麻酔科学会（ASA）、アメリカ心臓協会AHA-PALS/BLS ITCプログラムディレクター。

## 著書

### 単著
- 『新生児・小児医療でのパルスオキシメータの応用』日本医学館 1988年
- 『麻酔の安全とカプノメーターの応用』日本医学館 1988年
- 『小児気管切開ガイドブック』日本医学館 1988年
- 『輸液技術の原理と実際』日本医学館 1989年
- 『国立小児病院麻酔科ECMOガイドブック』克誠堂出版 1990年
- 『点滴・注射のABC』照林社 2005年

### 共著
- 『小児救急医療でのトリアージ』清水直樹共著 克誠堂出版 2006年
- 『ECC（救急心血管治療）ハンドブック 2005』岡田和夫、笠實宏、中澤誠共著 中山書店 2006年

### 監修
- 『周麻酔期の手術看護』日総研 2015年

## 翻訳
- 『小児麻酔マニュアル』医歯薬出版 1981年
- 『麻酔の危機管理』1995年
- 『PALSスタディガイド』 エルゼビア・ジャパン 2013年

## 受賞歴
- 日本麻酔科学会山村記念賞 1992年
- 第14回井上春成賞 新技術事業団 1992年
- 日本麻酔科学会松木賞 2018年
- 日本医療研究開発大賞 経済産業大臣賞 2019年[2]